# Sérgio Conceição
Sérgio Paulo Marceneiro Conceição (wym. [ˈsɛɾʒiu kõsɐjˈsɐ̃w]; ur. 15 listopada 1974 w Coimbrze) – portugalski piłkarz, który występował na pozycji pomocnika, trener.

## Kariera klubowa
Wychowanek Académiki Coimbra. Zawodową karierę rozpoczynał w 1993 roku w FC Penafiel, z którego rok później trafił do drużyny Leça FC. Kolejny sezon Portugalczyk spędził w FC Felgueiras, z którym tak jak w przypadku poprzednich zespołów grał w drugiej lidze. W 1996 roku Conceição podpisał kontrakt z FC Porto. Od razu wywalczył sobie miejsce w podstawowej jedenastce i już w debiutanckim sezonie zdobył z nowym klubem dublet – mistrzostwo oraz Puchar Portugalii. Oprócz tego Porto wygrało także spotkanie o Superpuchar Portugalii. W sezonie 1997/1998 Conceição ponownie wywalczył ze swoim klubem dublet, a sam w 30 ligowych pojedynkach zdobył 8 bramek. Był drugim strzelcem Porto po Brazylijczyku Mário Jardelu, który zanotował 26 trafień.
W letnim okienku transferowym w 1998 roku portugalski skrzydłowy za 11,2 miliona euro został sprzedany do S.S. Lazio. 29 sierpnia w meczu o Superpuchar Włoch Lazio pokonało po dogrywce Juventus F.C. 2:1, a Conceição strzelił zwycięskiego gola w 94. minucie. Kolejnym sukcesem Portugalczyka w barwach rzymskiej drużyny było zwycięstwo w ostatniej w historii edycji Pucharu Zdobywców Pucharów. W finałowym spotkaniu Lazio wygrało 2:1 z hiszpańskim RCD Mallorca, a Conceição pojawił się na boisku w drugiej połowie zmieniając Dejana Stankovica. Następnie włoski klub sięgnął po Superpuchar Europy pokonując 1:0 Manchester United, a Conceição cały pojedynek przesiedział na ławce rezerwowych. W kolejnych rozgrywkach portugalski piłkarz zdobył z Lazio mistrzostwo oraz Puchar Włoch. Sam o miejsce w składzie rywalizował głównie z Dejanem Stankovicem i Pavlem Nedvědem.
Po zakończeniu sezonu Conceição został graczem Parmy, do której przeszedł w rozliczeniu za Hernána Crespo. Argentyński napastnik przeniósł się do Lazio, kierownictwo którego zapłaciło Parmie 16 milionów euro oraz oddało Conceição i Matíasa Almeydę. Rok później portugalski piłkarz odszedł do Interu Mediolan, tym razem w rozliczeniu za bramkarza Sébastiena Freya i 5 milionów euro dla mediolańczyków. Przez 2 sezony Conceição zagrał w 41 meczach Serie A i zdobył 1 bramkę. Latem 2003 roku zawodnik powrócił do S.S. Lazio, a w przerwie zimowej do FC Porto, z którym po raz trzeci w karierze zdobył mistrzostwo oraz Puchar Portugalii.
W 2004 roku Conceição przeprowadził się do Belgii, gdzie podpisał roczną umowę ze Standardem Liège. W debiutanckim sezonie zdobył 10 goli w 27 ligowych występach i został nagrodzony nagrodą dla najlepszego piłkarza w lidze. W kolejnych rozgrywkach podczas meczu z Zulte–Waregem Conceição opluł jednego z rywali, a następnie zdjął koszulkę i uderzył nią w twarz sędziego. Belgijski Związek Piłki Nożnej zawiesił Portugalczyka na 4,5 miesiąca w zawieszeniu na 3 lata (ewentualne wydłużenie kary miało zależeć od zachowania gracza).
W 2007 roku piłkarz wyjechał do Kuwejtu i grał w drużynie Al Qadsia. Po rozegraniu 7 spotkań powrócił do Europy, jednak mimo ofert ze strony portugalskich klubów nie pozostał w swoim kraju. Na początku 2008 roku Conceição podpisał 1,5–roczny kontrakt z PAOK–iem Saloniki. Do greckiej ekipy przybył za namową dyrektora technicznego Zisisa Wrizasa i trenera Fernando Santosa. W sezonie 2008/2009 portugalski skrzydłowy został kapitanem PAOK-u. W kolejnych rozgrywkach zaczęły się u niego pojawiać ciągłe problemy z kolanem, w efekcie czego 13 listopada 2009 roku Conceição zakończył piłkarską karierę. Pozostał jednak w klubie i zastąpił Zisisa Wryzasa na stanowisku dyrektora technicznego.

## Kariera reprezentacyjna
W reprezentacji Portugalii zadebiutował 9 listopada 1996 roku w wygranym 1:0 meczu eliminacji do MŚ 1998 z Ukrainą. Portugalczycy ostatecznie nie zakwalifikowali się jednak do Mundialu we Francji. Pierwszym wielkim turniejem w karierze reprezentacyjnej Conceição były Mistrzostwa Europy w Piłce Nożnej 2000. W dwóch pierwszych spotkaniach rundy grupowej przeciwko Anglii (3:2) i Rumunii (1:0) były gracz FC Porto był rezerwowym i w drugiej połowie zmieniał João Pinto. W ostatnim pojedynku rundy grupowej z Niemcami (3:0) zagrał pełne 90 minut i strzelił hat tricka. Po tym meczu do końca turnieju wychodził w podstawowym składzie, a Portugalia zakończyła turniej po porażce w półfinale z późniejszym triumfatorem Francją (1-2 po złotym golu dla Francji w dogrywce).
W 2002 roku nowy selekcjoner reprezentacji Portugalii – António Oliveira powołał Conceição do kadry na Mistrzostwa Świata w Korei Południowej i Japonii. Były piłkarz Lazio był podstawowym zawodnikiem swojej drużyny – rozegrał pełne 90 minut w meczach ze Stanami Zjednoczonymi (2:3) i Koreą Południową (0:1), natomiast w pojedynku z Polską (4:0) w 69. minucie został zmieniony przez Capucho. Portugalia zajęła trzecie miejsce w rundzie grupowej i odpadła z mistrzostw. Ostatni mecz w drużynie narodowej Conceição rozegrał 6 września 2003 roku, kiedy to Portugalczycy przegrali 0:3 towarzyskie starcie z Hiszpanią.

## Sukcesy

### Zawodnik
FC Porto
Mistrzostwo Portugalii: 1996/1997, 1997/1998, 2003/2004
Puchar Portugalii: 1996/1997, 1997/1998, 2003/2004
Superpuchar Portugalii: 1997
 S.S. Lazio
Puchar Zdobywców Pucharów: 1998/1999
Superpuchar Europy: 1999
Mistrzostwo Włoch: 1999/2000
Puchar Włoch: 1999/2000, 2003/2004
Superpuchar Włoch: 1998
 Standard Liège
Wicemistrzostwo Belgii: 2005/2006
Finał Pucharu Belgii: 2006/2007
Belgijski Złoty But: 2005

#### Trener
FC Porto
Mistrzostwo Portugalii: 2017/2018, 2019/2020, 2021/2022
Puchar Portugalii: 2019/2020, 2021/2022, 2022/2023, 2023/2024
Superpuchar Portugalii: 2018, 2020, 2022
Puchar Ligi Portugalskiej: 2022/2023
 AC Milan
Superpuchar Włoch: 2024